# Francesco Rosi
Francesco Rosi (15. listopad 1922, Neapol – 10. leden 2015, Řím) byl italský filmový režisér. Za snímek Salvatore Giuliano získal roku 1962 Stříbrného medvěda na festivalu v Berlíně, za Ruce nad městem (Le mani sulla città) získal roku 1963 Zlatého lva na festivalu v Benátkách, za Případ Mattei (Il caso Mattei) získal roku 1972 Zlatou palmu na festivalu v Cannes a za film Kristus se zastavil v Eboli (Cristo si è fermato a Eboli) roku 1983 cenu BAFTA pro nejlepší zahraniční film. Film Tři bratři (Tre fratelli) byl roku 1981 nominován na Oscara. K tomu Rosi získal 10 italských cen David di Donatello. V roce 1984 natočil snímek Georges Bizet: Carmen, adaptaci opery Carmen.